# Rizki Juniansyah
Rizki Juniansyah (Serang, 17 giugno 2003) è un sollevatore indonesiano campione olimpico attivo nelle categorie dei pesi leggeri (fino a 73 kg.) e dei pesi medi (fino a 81 kg.).

## Carriera
Nato in una famiglia dedita al sollevamento pesi, Rizki Juniansyah ha iniziato a sollevare pesi all'età di nove anni sotto la guida di suo padre.
Nelle categorie giovanili si è messo in mostra per il suo talento, conquistando vittorie e record mondiali.
Il primo successo nelle categorie senior lo ha realizzato in occasione dei Campionati mondiali di Bogotà 2022, vincendo la medaglia d'argento nella categoria dei pesi leggeri con 347 kg. nel totale, alle spalle del connazionale Rahmat Erwin Abdullah (352 kg.).
Due anni dopo Juniansyah ha ottenuto la medaglia d'argento ai Campionati asiatici di Tashkent con 353 kg. nel totale, battuto anche in questa occasione da Abdullah (363 kg.).
Nello stesso anno ha preso parte alle Olimpiadi di Parigi 2024, togliendo il posto disponibile per il suo Paese a Rahmat Erwin Abdullah, in quanto quest'ultimo è arrivato 2° dietro Juniansyah alla Coppa del Mondo 2024, evento valevole come torneo di qualificazione per Parigi 2024; sebbene Abdullah soddisfacesse comunque i criteri di qualificazione olimpica, essendoci solo un posto disponibile per ogni nazione, la Federazione di sollevamento pesi indonesiana ha preferito convocare Juniansyah, il quale ha poi conquistato la medaglia d'oro olimpica con 354 kg. nel totale, battendo il thailandese Weeraphon Wichuma (346 kg.) ed il bulgaro Božidar Andreev (344 kg.).
Sempre nel 2024 Juniansyah ha vinto un'altra medaglia d'argento ai Campionati mondiali di Manama con 340 kg. nel totale.